# Wiązownica (województwo podlaskie)
Wiązownica – wieś w Polsce położona w województwie podlaskim, w powiecie grajewskim, w gminie Radziłów.
Prywatna wieś szlachecka położona była w drugiej połowie XVI wieku w powiecie wąsoskim ziemi wiskiej województwa mazowieckiego. W latach 1975–1998 miejscowość należała administracyjnie do województwa łomżyńskiego.
Wierni kościoła rzymskokatolickiego należą do parafii Narodzenia Najświętszej Maryi Panny w Słuczu.